# Alexa May
Alexa May (Ucrania; 12 de abril de 1983) es una actriz pornográfica ucraniana retirada.

## Biografía
Alexa May nació en abril de 1983 en la ciudad de Krivói Rog, en el Óblast de Dnipropetrovsk, por aquel entonces parte de la República Socialista Soviética de Ucrania que desaparecería tras la caída del Muro de Berlín. No se sabe mucho de su vida hasta el año 2002, cuando a sus 19 años entra en la industria pornográfica.
Ha trabajado para estudios como Hustler Video, New Sensations, Anabolic Video, 21Sextury, la francesa Marc Dorcel Fantasies, Erotic Media, Zero Tolerance o Evil Angel entre otras, destacando su diversa filmografía para Private.
Algunas películas de su filmografía son Ass Cream Pies 3, Emotion, Modern History, Pick Up Lines 77, Sex Bullets, Sleeping With the Enemy, Undercover Lover o Young and Wild.
Se retiró en 2009, con más de 140 películas grabadas como actriz.